# Domingo María Ripoll

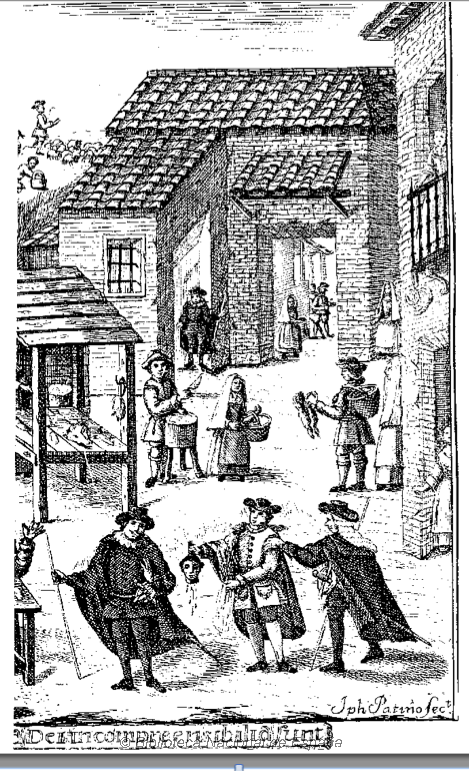
Ilustración de Altos juicios de Dios manifestados en el prodigioso caso que sucedió en esta Corte con un Homicida, que degolló á un Eclesiástico, á quien servia, en la calle de la Cruz, y casa que llaman de la Cabeza, al qual se le transformó, por Disposición Divina, en la del Sacerdote, una de carnero, que compró en el Rastro por José Patiño, Madrid, 1767.

Domingo María Ripoll Fernández de Urueña y Ponce de León (Madrid, ¿? - Madrid, 27 de febrero de 1775), fue un poeta y dramaturgo español del siglo XVIII. Autor popular en su época con obras como la comedia de magia segunda parte de Marta la romarantina (la primera era de José de Cañizares)

## Obra
Escribano de profesión e hijo de Francisco Antonio Ripoll Fernández de Urueña, además de su extensa dramaturgia, Ripoll escribió obras curiosas, mezcla de humorismo, divulgación y erudición religiosa, como el tratado Altos juicios de Dios (Madrid, 1767), cuya primera parte se reeditó en 1956 con el título de El crimen de la casa de la Cabeza, leyenda histórica de Madrid. y una colección de plantos o elegías funerales titulada Clamores de los muertos solicitando el recuerdo de los vivos; preciosa escala para ascender unos y otros á gozar de las felicidades de la Gloria (Madrid, 1755). Entre su obra poética se puede mencionar el poema Fe de erratas de las que cometió el descuido, y hoy publica la confianza del perdón. Adición jocoseria al papel que salió intitulado. Fantasía de un sueño (1760) o los Versos a la muerte de la famosa cómica María Ladvenant, también publicada en Madrid (1767).

## Teatro
Entre sus piezas teatrales figuran la tragedia sobre Herodes El tirano de Judea y bárbaro ascalonita, que se conserva manuscrita; las comedias Rey, virgen, casado y justo, Nueve prodigios de un parto, El esclavo más infeliz (obra en cinco partes, conocida también como El mágico lusitano) y El asombro de la Francia (de 1770). Además de piezas típicas de la tradición teatral española, como: las loas La lluvia de Deucalión (1742) y Alba de Manzanares (1763), y varios entremeses, folías y serenatas. En algunas fuentes se le atribuye la comedia La invencible valenciana doña Teresa de Llanos.
También escribió populares sainetes: Al maestro cuchillada (representado en 1765), El barón enamorado (del mismo año), Los traperos de Madrid o Quien al cielo escupe en la cara le cae (representado en 1765).